# Parlamentswahl in Israel 2020
- VL: 15
- A-G-M: 7
- KL: 33
- JB: 7
- Likud: 36
- Jamina: 6
- Schas: 9
- VTJ: 7

Die Wahl zur 23. Knesset fand am 2. März 2020 statt.

## Hintergrund

### Ausgangslage
Die Wahl war notwendig geworden, weil es weder Ministerpräsident Benjamin Netanjahu (Likud) noch Oppositionsführer Benny Gantz (Kachol Lavan) nach der letzten Wahl im September 2019 gelungen war, eine Mehrheit für eine Regierungskoalition zu bilden. Nachdem auch die Knesset bei dem Versuch scheiterte, eine Regierungsbildung in die Wege zu leiten, löste sie sich am 11. Dezember auf und setzte Neuwahlen für den 2. März 2020 an. Nachdem schon die Wahl im April 2019 zu keiner erfolgreichen Regierungsbildung führte, ist dies die dritte Wahl innerhalb eines Jahres.

### Wahlrecht
Die Wähler haben eine Stimme zur Wahl einer Liste. Die 120 Sitze werden nach dem D’Hondt-Verfahren proportional unter den Listen verteilt, die mindestens 3,25 % der Stimmen erhalten. Die der Liste zugefallenen Sitze werden ihren Kandidaten gemäß der Listenreihenfolge zugeteilt. Im Parteiregister eingetragene Parteien oder Verbunde von zwei oder mehr Parteien können eine gemeinsame Liste einreichen. Aufgrund der zersplitterten Parteienlandschaft schließen sich Parteien häufig zu gemeinsamen Listen zusammen, um ein Scheitern an der Sperrklausel zu verhindern. Zwei Listen können zudem eine Listenverbindung eingehen. In diesem Fall werden ihre Stimmen für die Sitzverteilung zusammengezählt, sofern beide jeweils die Sperrklausel überwinden. Innerhalb der Listenverbindung werden die Sitze nach dem D’Hondt-Verfahren verteilt.

## Parteien und Wahlbündnisse
Insgesamt wurden 30 Listen eingereicht. Im Vergleich zur Parlamentswahl im September 2019 kam es zu folgenden Entwicklungen in der israelischen Parteienlandschaft:
- Kachol Lavan: Jair Lapid gab seinen Verzicht bekannt, das Amt des Ministerpräsidenten abwechselnd mit Benny Gantz zu besetzen. Damit geht Kachol Lavan mit dem alleinigen Spitzenkandidaten Gantz in die Wahl. Am 15. Januar und damit wenige Stunden vor der Abgabefrist für die Wahllisten wechselte Gadi Yevarkan, ein der äthiopischen Minderheit angehöriger früherer Likudkandidat und jetziges Knessetmitglied für Kachol Lavan, zurück zu Likud.[9][10]
- Likud: Am 26. Dezember kam es zu einer Kampfabstimmung zwischen Benjamin Netanjahu und Gideon Sa’ar um die Führung der Partei. Die Parteibasis entschied sich mit großer Mehrheit dafür, dass Netanjahu weiterhin Parteiführer bleibt.[11]
- Awoda-Gescher-Meretz: Awoda und Gescher gaben am 15. Dezember bekannt, dass sie für die kommende Wahl wiederum auf einer gemeinsamen Liste kandidieren werden, und entschieden sich erneut für Amir Peretz als Listenführer. Meretz bestätigte Nitzan Horowitz als Parteiführer. Die drei Parteien gaben am 13. Januar an, wiederum eine gemeinsame Liste einzureichen.[9]

### Spitzenkandidaten

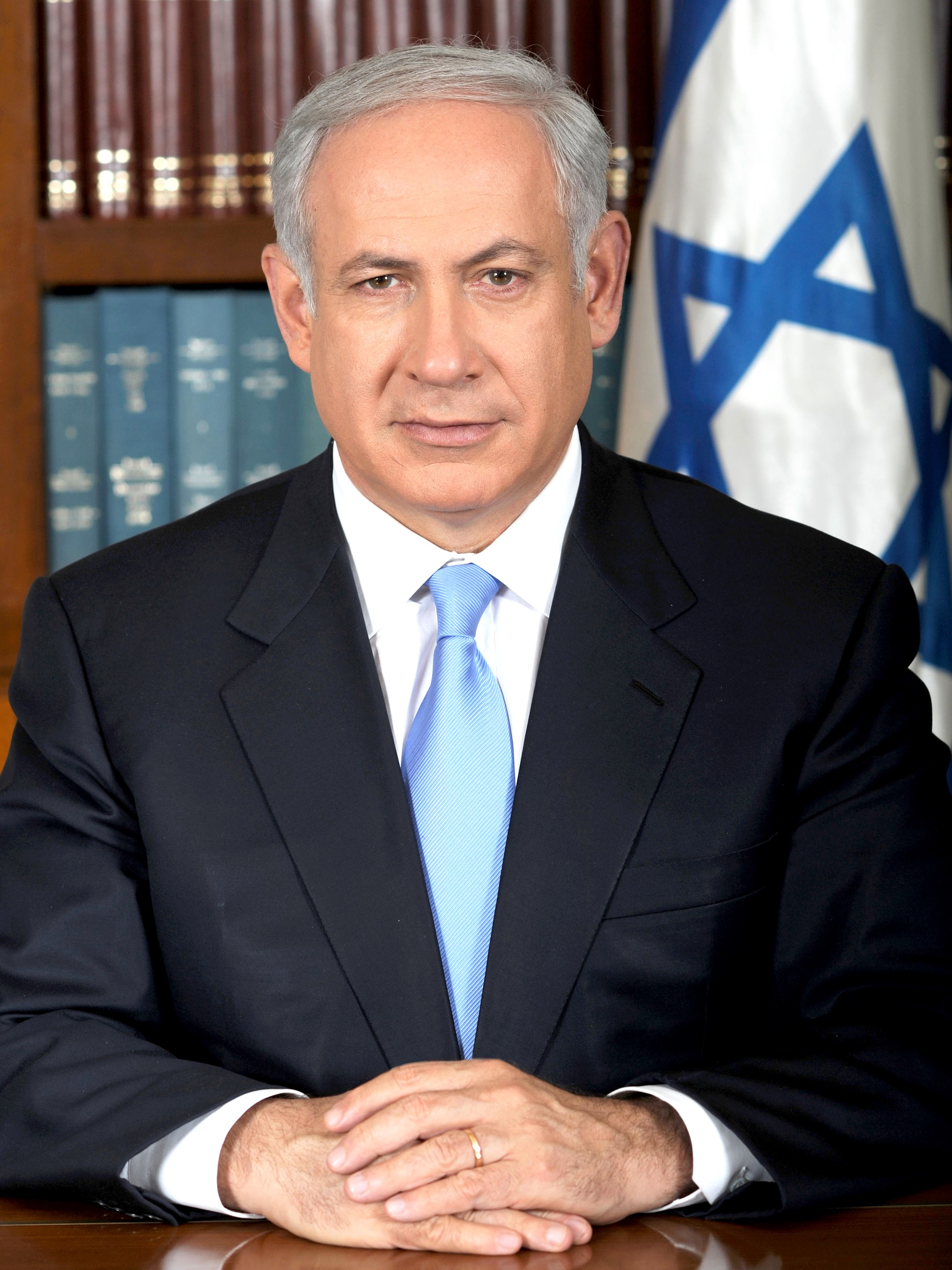
Benjamin Netanjahu, Likud
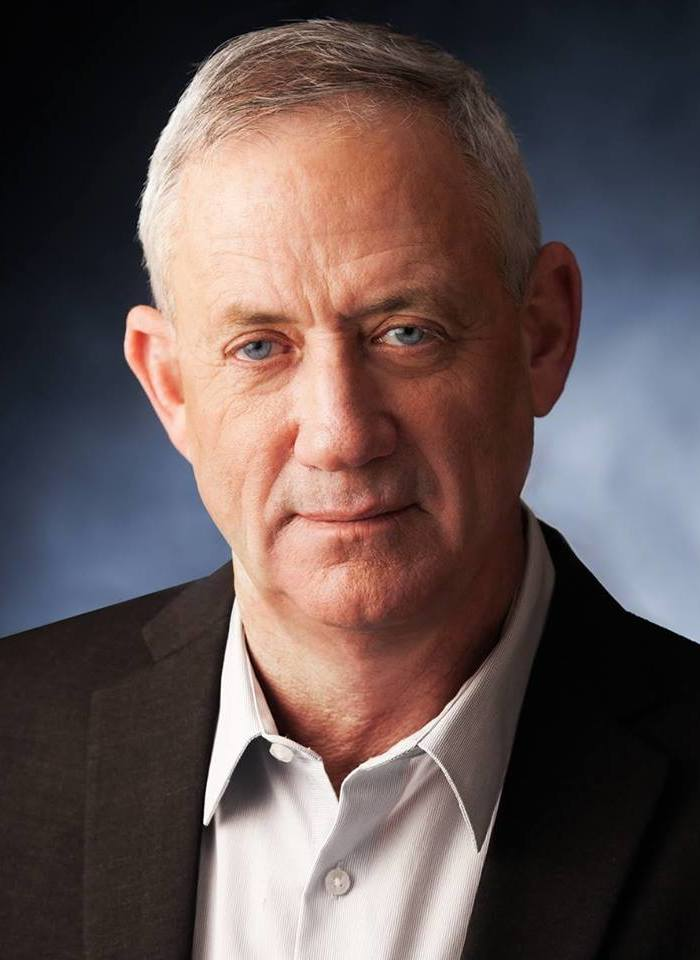
Benny Gantz, Kachol Lavan
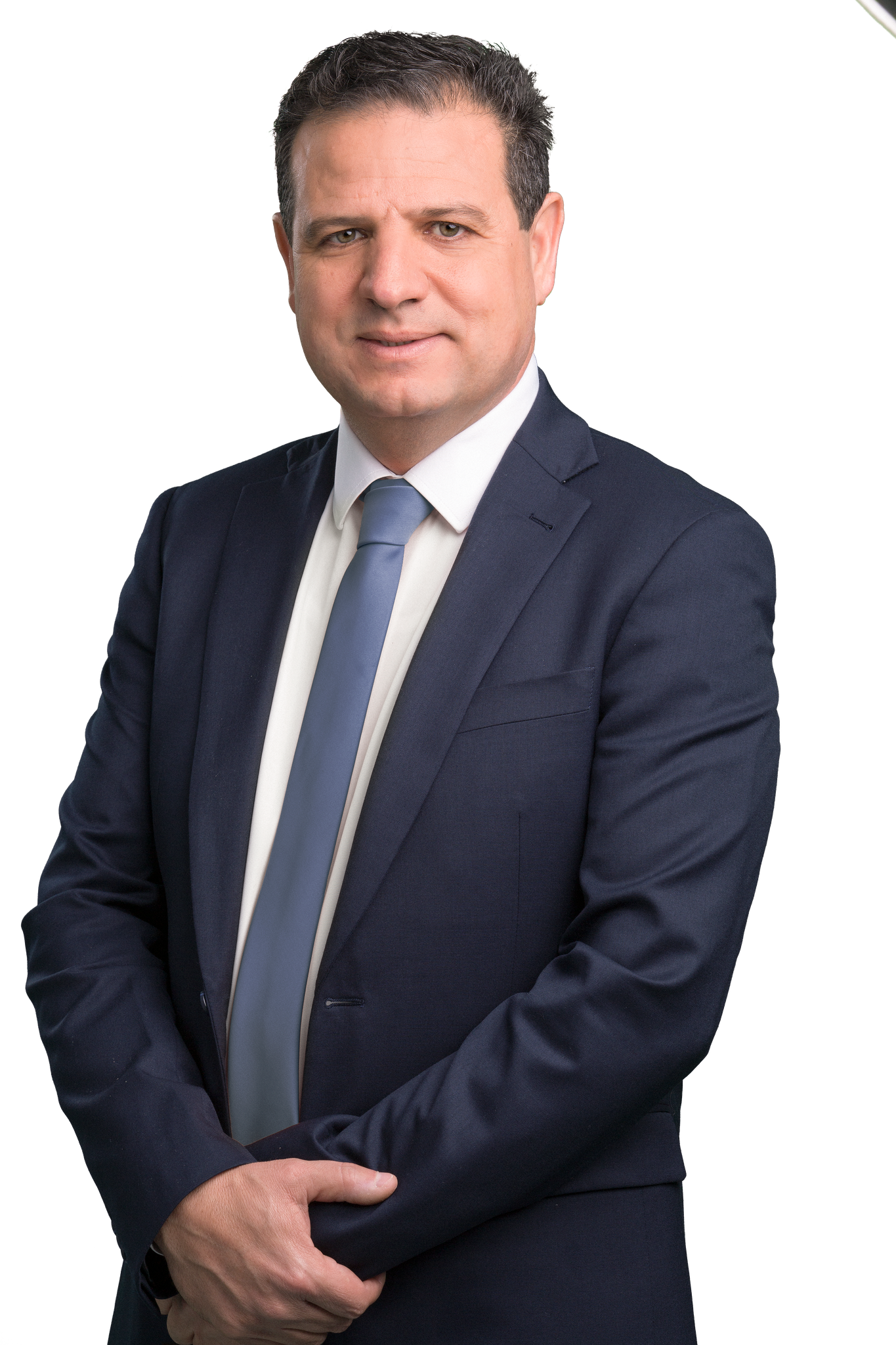
Ayman Odeh, Vereinte Liste
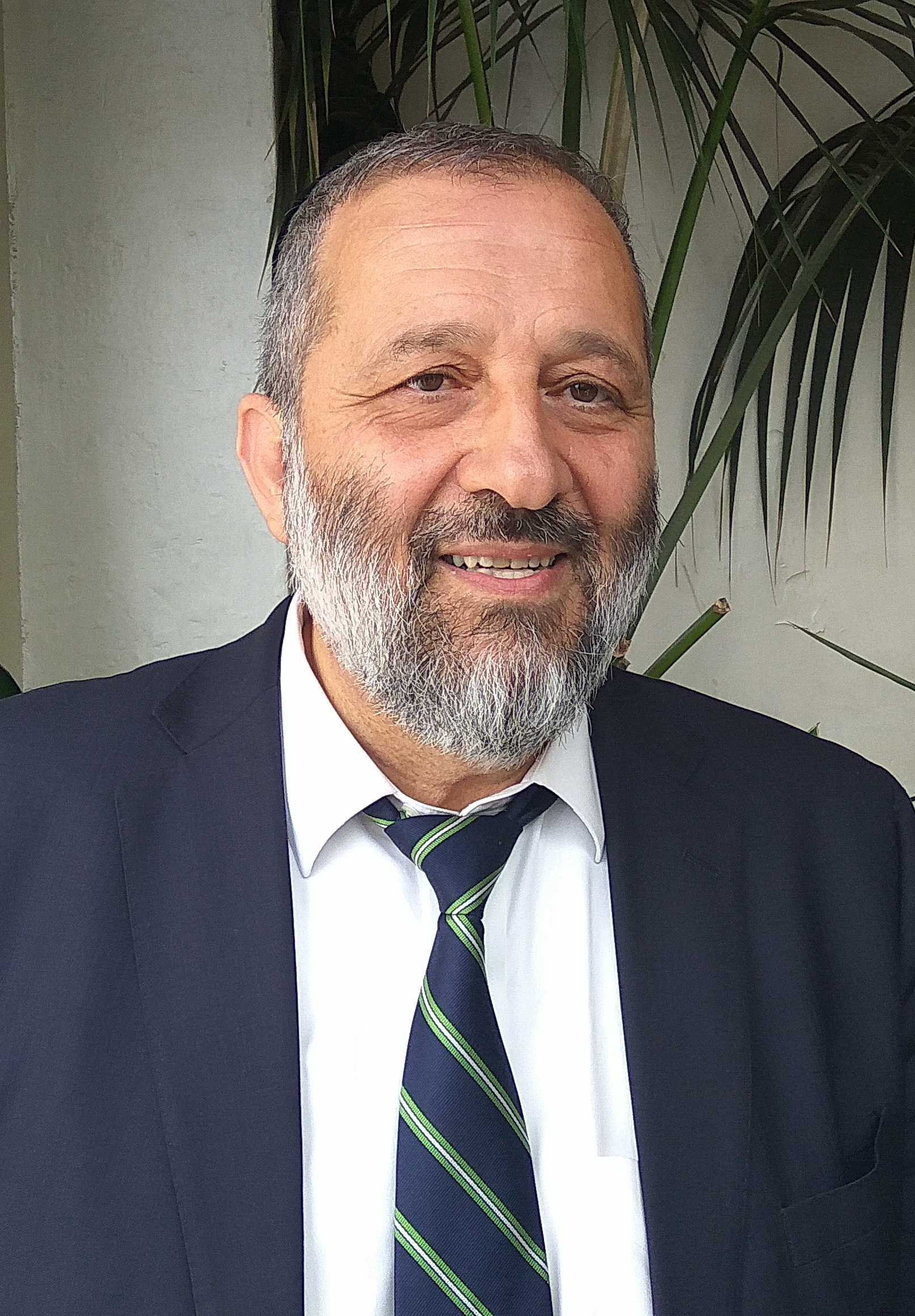
Arje Deri, Schas
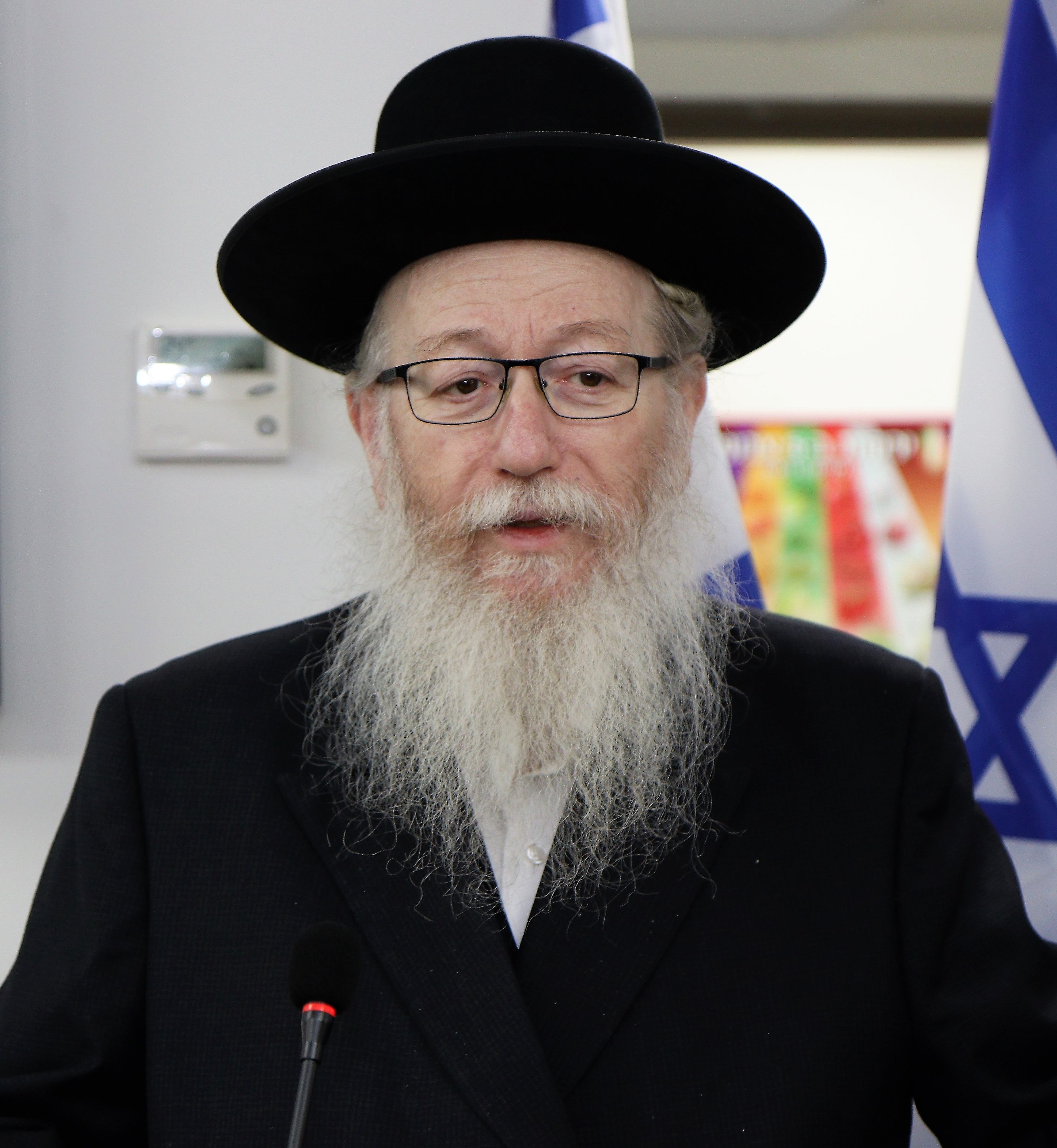
Yaakov Litzman, Vereinigtes Thora-Judentum
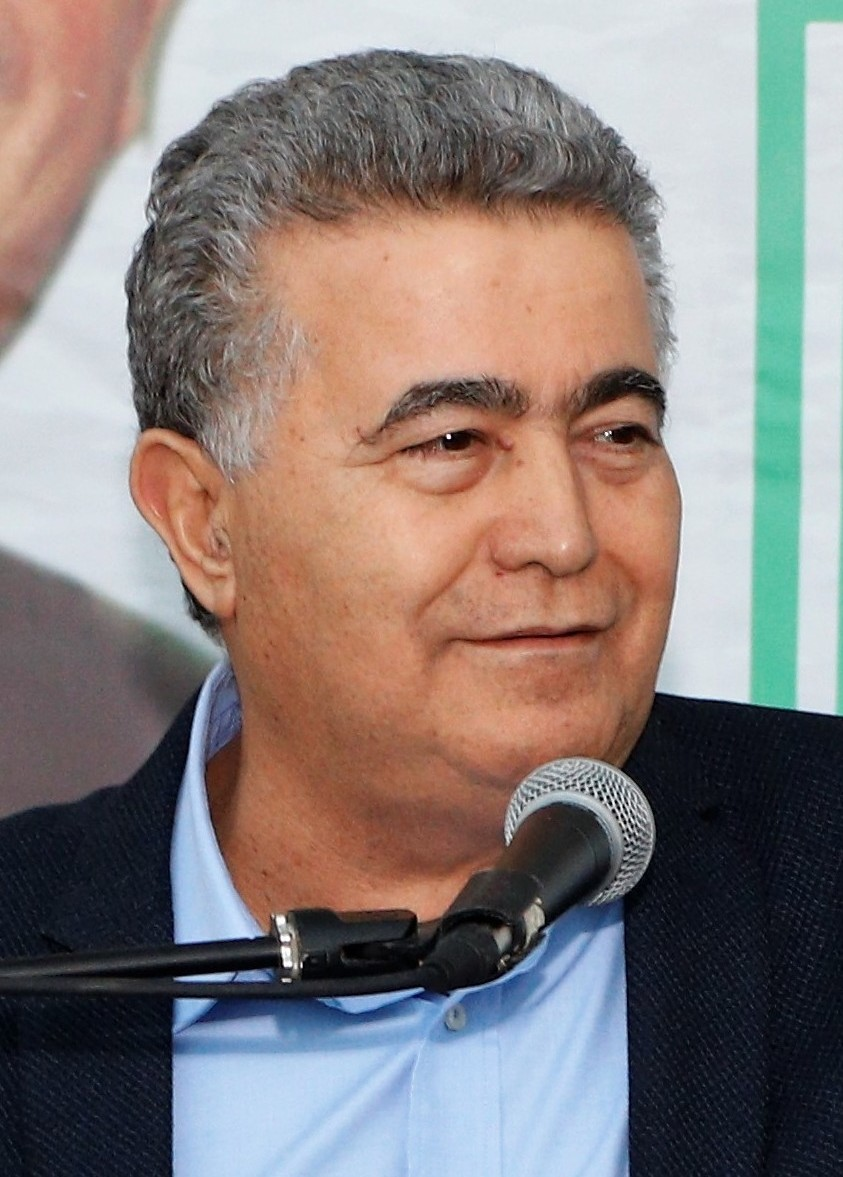
Amir Peretz, Awoda-Gescher-Meretz
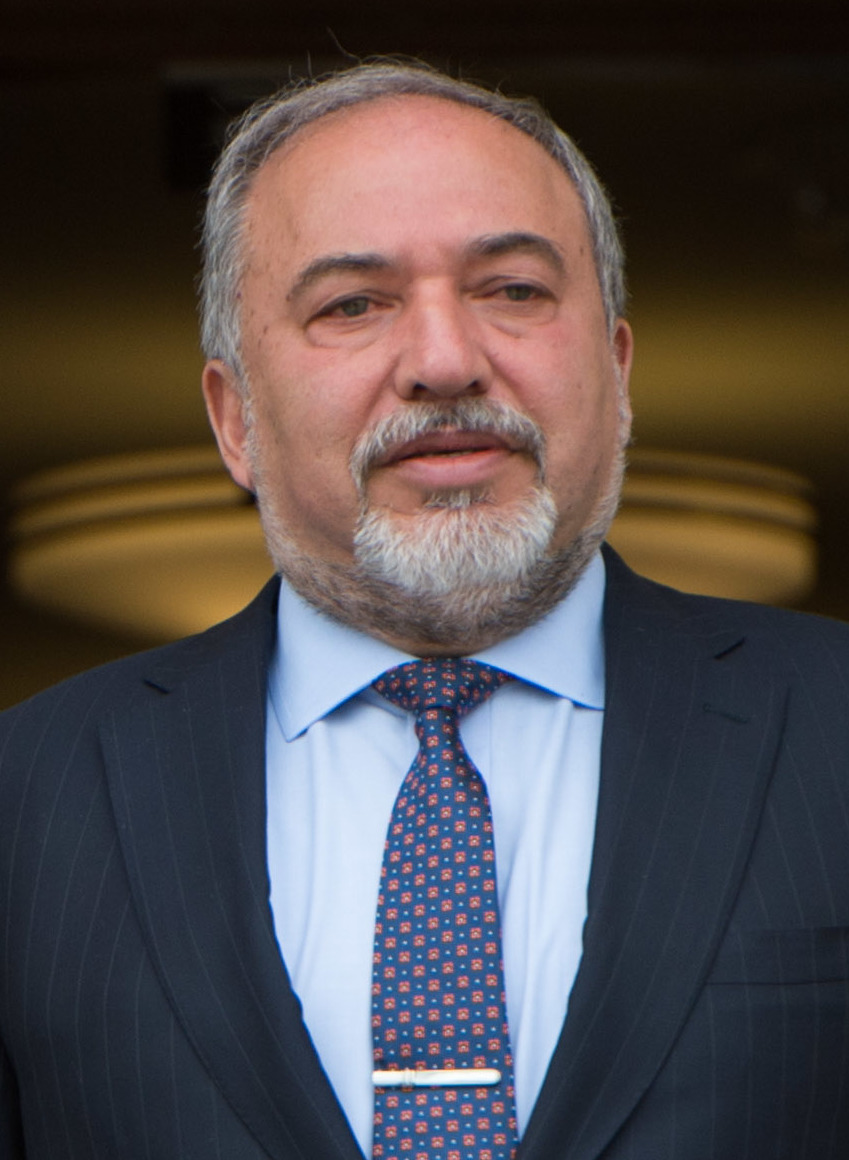
Avigdor Lieberman, Jisra’el Beitenu
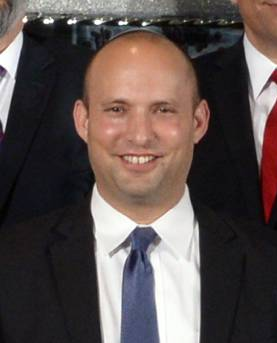
Naftali Bennett, Jamina
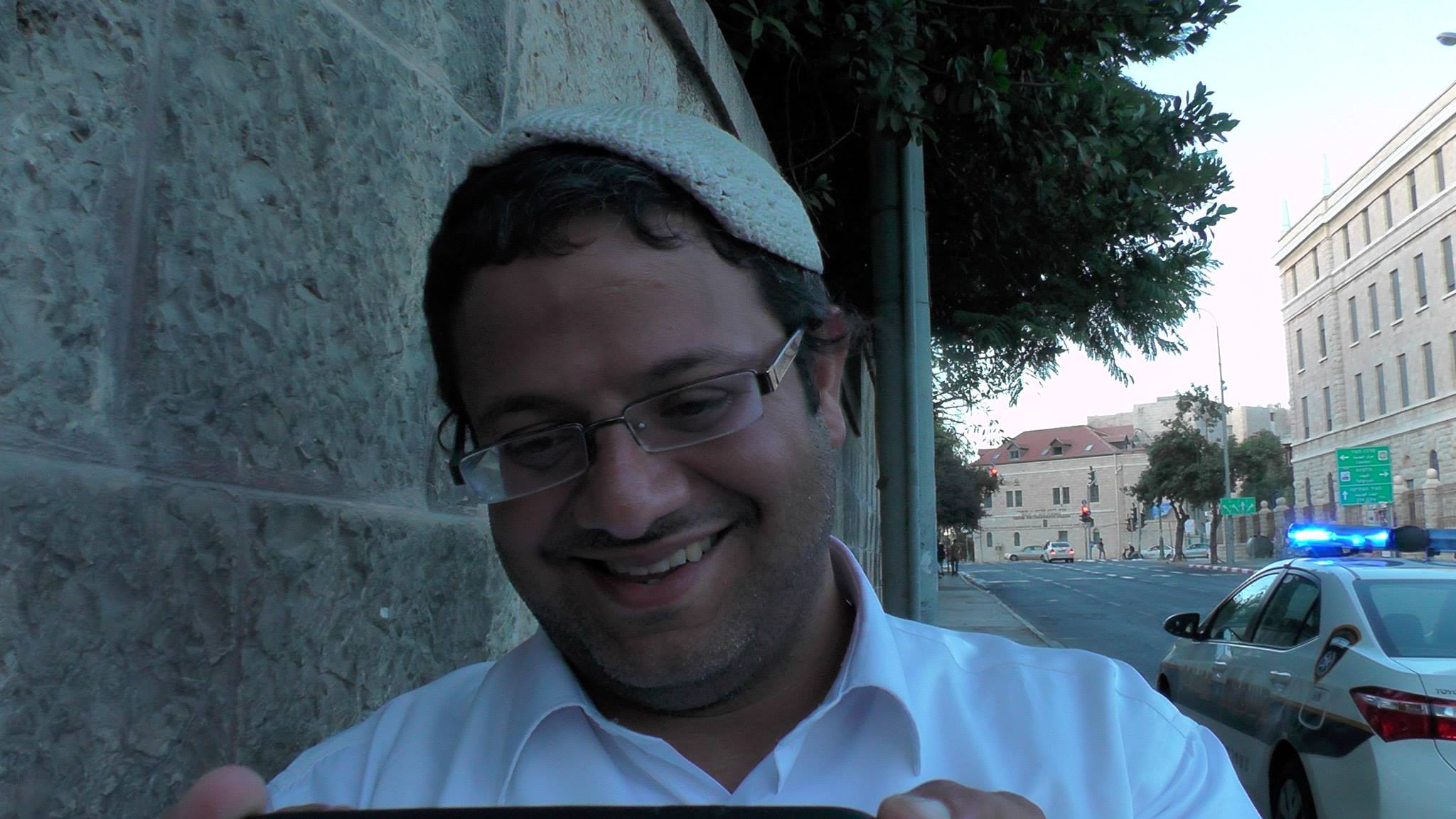
Itamar Ben-Gvir, Otzma Jehudit

### Gemeinsame Listen von Parteien
Kachol Lavan (Blau-Weiß) ist eine Liste der Parteien Jesch Atid, Chosen LeJisra’el und Telem.
Die Vereinte Liste besteht aus den Parteien Chadasch, Balad, Ra'am und Ta'al.
Vereinigtes Thora-Judentum ist eine Allianz von Agudat Jisra’el und Degel haTora.
Jamina ist die Liste der Parteien HaJamin HeChadasch (Neue Rechte), HaBajit haJehudi (Jüdisches Heim) und Nationale Union – Tkuma.
Awoda-Gescher-Meretz ist die Liste der Parteien Awoda, Gescher und Meretz.

### Listenverbindungen
Folgende Listenverbindungen, die den beteiligten Listen zu einem zusätzlichen Sitz verhelfen konnten, wurden eingegangen:
- Likud und Jamina
- Kachol Lavan und Awoda-Gescher-Meretz
- Schas und Vereinigtes Thora-Judentum

## Ergebnis
| Partei                                          | Stimmen   | Stimmen | Stimmen | Sitze | Sitze  | Sitze |
| Partei                                          | Zahl      | in %    | +/-     | Zahl  | in %   | +/-   |
| ----------------------------------------------- | --------- | ------- | ------- | ----- | ------ | ----- |
| Likud                                           | 1.352.449 | 29,46   | ▲4,36   | 36    | 30,00  | ▲4    |
| Kachol Lavan                                    | 1.220.381 | 26,59   | ▲0,64   | 33    | 27,50  | ▬     |
| Vereinte Liste                                  | 581.507   | 12,67   | ▲2,07   | 15    | 12,50  | ▲2    |
| Schas                                           | 352.853   | 7,69    | ▲0,25   | 9     | 07,50  | ▬     |
| Vereinigtes Thora-Judentum                      | 274.437   | 5,98    | ▼0,08   | 7     | 05,83  | ▬     |
| Awoda-Gescher-Meretz                            | 267.480   | 5,83    | ▼3,30 1 | 7     | 05,83  | ▼4 2  |
| Jisra’el Beitenu                                | 263.365   | 5,74    | ▼1,25   | 7     | 05,83  | ▼1    |
| Jamina                                          | 240.689   | 5,24    | ▼0,63   | 6     | 05,00  | ▼1    |
| Sonstige                                        | 36.901    | 0,81    | ▼2,04   | 0     | 00,00  | ▬     |
| Gültige Stimmen                                 | 4.590.062 | 100,00  | ▬       | 120   | 100,00 | ▬     |
|                                                 |           |         |         |       |        |       |
| Gültige Stimmen                                 | 4.590.062 | 99,46   |         |       |        |       |
| Ungültige und leere Stimmzettel                 | 25.073    | 0,54    |         |       |        |       |
| Abgegebene Stimmen                              | 4.615.135 | 100,00  |         |       |        |       |
| Anzahl der Wahlberechtigten und Wahlbeteiligung | 6.453.255 | 71,52   |         |       |        |       |
| Quelle: votes23.bechirot.gov.il                 |           |         |         |       |        |       |

| Stadt          | Stimmenanteile (%) | Stimmenanteile (%) | Stimmenanteile (%) | Stimmenanteile (%) | Stimmenanteile (%)     | Stimmenanteile (%)     | Stimmenanteile (%) | Stimmenanteile (%) | Stimmenanteile (%) | Wahl- beteili- gung (%) |
| Stadt          | Likud              | Kachol Lavan       | Verei- nigte Liste | Schas              | Verein. Torah- Judent. | Awoda- Gescher- Meretz | Jisra‘el Beitenu   | Jamina             | Übrige             | Wahl- beteili- gung (%) |
| -------------- | ------------------ | ------------------ | ------------------ | ------------------ | ---------------------- | ---------------------- | ------------------ | ------------------ | ------------------ | ----------------------- |
| Jerusalem      | 27,8               | 12,5               | 2,0                | 17,1               | 24,4                   | 4,9                    | 2,4                | 7,9                | 1,0                | 63,3                    |
| Tel Aviv-Jaffa | 21,8               | 48,2               | 4,3                | 4,2                | 1,0                    | 14,5                   | 3,2                | 2,2                | 0,5                | 61,7                    |
| Haifa          | 26,6               | 34,6               | 10,3               | 2,9                | 3,9                    | 7,2                    | 10,3               | 3,5                | 0,7                | 58,3                    |
| Rischon LeZion | 40,2               | 36,9               | 0,1                | 4,5                | 0,8                    | 4,5                    | 9,1                | 3,2                | 0,6                | 66,9                    |
| Petach Tikwa   | 35,9               | 28,5               | 0,1                | 8,2                | 4,8                    | 3,8                    | 8,7                | 9,1                | 0,8                | 68,9                    |
| Aschdod        | 36,6               | 15,6               | 0,1                | 14,4               | 11,7                   | 1,8                    | 16,5               | 2,7                | 0,6                | 66,1                    |
| Netanja        | 43,1               | 23,6               | 0,1                | 12,1               | 3,3                    | 3,0                    | 9,4                | 4,7                | 0,8                | 59,8                    |
| Be’er Scheva   | 50,2               | 18,1               | 0,8                | 8,9                | 1,4                    | 3,4                    | 11,9               | 4,5                | 0,9                | 61,8                    |
| Cholon         | 42,5               | 31,0               | 0,2                | 10,2               | 0,9                    | 4,6                    | 7,0                | 2,9                | 0,8                | 63,9                    |
| Bnei Brak      | 5,8                | 1,3                | 0,0                | 28,7               | 61,2                   | 0,4                    | 0,6                | 1,4                | 0,5                | 77,0                    |
| Ramat Gan      | 28,6               | 46,6               | 0,7                | 3,8                | 1,2                    | 9,9                    | 4,5                | 4,2                | 0,6                | 66,0                    |
| Rechovot       | 34,2               | 32,6               | 0,3                | 7,6                | 4,4                    | 6,6                    | 7,0                | 6,3                | 1,0                | 69,2                    |
| Aschkelon      | 48,1               | 16,3               | 0,1                | 10,2               | 1,8                    | 2,2                    | 16,1               | 4,2                | 1,0                | 63,4                    |
| Bat Jam        | 42,8               | 22,3               | 0,3                | 9,4                | 1,6                    | 3,4                    | 16,8               | 2,5                | 0,9                | 52,3                    |
| Bet Schemesch  | 26,4               | 4,5                | 0,0                | 19,6               | 35,9                   | 0,9                    | 3,2                | 8,4                | 1,0                | 66,5                    |
| Kfar Saba      | 27,3               | 49,7               | 0,5                | 3,0                | 0,7                    | 9,5                    | 4,7                | 4,0                | 0,6                | 63,0                    |
| Herzlia        | 27,2               | 51,4               | 0,4                | 3,4                | 1,2                    | 8,7                    | 4,2                | 2,8                | 0,5                | 66,4                    |
| Chadera        | 45,1               | 27,2               | 0,4                | 8,4                | 1,4                    | 3,9                    | 9,7                | 3,1                | 0,8                | 63,0                    |
| Modiʿin        | 28,3               | 45,6               | 0,3                | 2,0                | 0,7                    | 8,8                    | 4,0                | 9,9                | 0,6                | 76,1                    |
| Nazareth       | 1,0                | 1,5                | 95,7               | 0,1                | 0,0                    | 0,8                    | 0,4                | 0,0                | 0,5                | 60,3                    |

## Regierungsbildung
Am 20. April 2020 unterzeichneten Netanjahu und Gantz einen Koalitionsvertrag, der vorsieht, dass Netanjahu die ersten 18 Monate zum Premierminister ernannt wird und Gantz anschließend Premierminister wird. Dies wird gesetzlich verankert und kann nur durch einen Parlamentsbeschluss mit 75 Stimmen aufgehoben werden. Dies gilt jedoch nur unter dem Vorbehalt, dass das Verfassungsgericht Netanjahu als Premierminister zulässt. Sollte das Verfassungsgericht dies ablehnen, würde das erneute Neuwahlen bedeuten. Der Koalitionsvertrag beinhaltet ebenfalls, dass der Premierminister auch während einer Anklage im Amt bleiben darf.
Gantz wird gemäß Koalitionsvertrag zum Verteidigungsminister und zum Vize-Premierminister ernannt. Gabi Ashkenazi von Kachol Lavan wird Außenminister, und Avi Nissenkorn, ebenfalls von Kachol Lavan, wird Justizminister. Yisrael Katz von Likud wird Finanzminister, Miri Regev von Likud wird Ministerin für öffentliche Sicherheit, und Yariv Levin von Likud wird Knesset-Sprecher (Parlamentspräsident). Amir Peretz von Awoda („Israelische Arbeitspartei“) wird Wirtschaftsminister. Yaakov Litzman von Agudat Jisra’el bleibt Gesundheitsminister, und Arje Deri von Schas („Sephardische Tora-Wächter“) bleibt Innenminister. Die neue Regierung wurde am 17. Mai 2020 vom Parlament bestätigt und vereidigt. Ihr gehörten 36 Minister an.